# Pheidoliphila penatii
Pheidoliphila penatii är en skalbaggsart som beskrevs av Dégallier och Michael S. Caterino 2005. Pheidoliphila penatii ingår i släktet Pheidoliphila och familjen stumpbaggar. Inga underarter finns listade i Catalogue of Life.